# Planodema
Planodema – rodzaj chrząszczy z rodziny kózkowatych i podrodziny zgrzypikowych. 

## Zasięg występowania
Przedstawiciele tego rodzaju występują w Afryce Subsaharyjskiej od Senegalu, Nigru i Etiopii na płn. po RPA na płd.

## Systematyka
Do Planodema należą 34 gatunki:

- Planodema albopicta
- Planodema alboreticulata
- Planodema albosternalis
- Planodema andrei
- Planodema bimaculata
- Planodema bimaculatoides
- Planodema cantaloubei
- Planodema congoensis
- Planodema femorata
- Planodema ferreirai
- Planodema ferruginea
- Planodema flavosparsa
- Planodema flavovittata
- Planodema freyi
- Planodema granulata
- Planodema griseolineata
- Planodema griseolineatoides
- Planodema leonensis
- Planodema mirei
- Planodema mourgliai
- Planodema multilineata
- Planodema murphyi
- Planodema namibiensis
- Planodema nigra
- Planodema nigrosparsa
- Planodema parascorta
- Planodema peraffinis
- Planodema rufosuturalis
- Planodema scorta
- Planodema senegalensis
- Planodema similis
- Planodema strandi
- Planodema unicolor
- Planodema vermiculata